# 王暁雪
王 暁雪（おう ぎょうせつ、ピン音：Wáng Xiǎoxuě、1994年10月20日 -）は、中国江蘇省姜堰市梁徐鎮（現泰州市姜堰区梁徐街道）出身の女子サッカー選手である。ポジションはディフェンダー。2020年夏季オリンピック女子サッカー競技で中国代表として出場。 しかし、グループステージで1分け2敗で4位に終わり、準々決勝に進むことができなかった。

## 来歴
2003年に当時姜堰の女子サッカーチームのコーチが梁徐小学校にスカウトに訪れてスカウトされたことから、サッカーを始める。2007年に江蘇蘇寧WFCに入団、ユースチームから、トップチームのレギュラーメンバーまで昇格した。

## 代表歴
2018年9月の代表合宿で初招集された。

## 脚註
1. ↑  “中国女足宣布東京奥運会参賽名単”. 新華網. 2021年7月27日閲覧。
2. ↑  “中国女足挺进东京奥运 泰州姑娘王晓雪防守建功” (中国語). 中国江蘇網.   泰州新聞網. 2021年10月3日閲覧。
3. ↑  “女足有王晓雪，女排有王梦洁，曾获最佳自由人，今表现不佳上热搜” (中国語). 毎日のヘッドライン (毎日頭条).   毎日頭条. 2021年10月3日閲覧。